# Lil Miquela
Lil Miquela, o Miquela Sousa, és un personatge virtual que va ser creat per Trevor McFedries i Sara DeCou. El projecte va començar el 2016 com un perfil d'Instagram. El compte relata una narrativa fictícia en què es presenta a la Miquela, un personatge d'animació d'ordinador i una model, que comercialitza diverses marques, principalment demoda. Com a eina de màrqueting, la Lil Miquela ha estat presentada com un personatge recolzador dels productes streetwear i marques de luxe com Calvin Klein i Prada; tanmateix, el caràcter es troba en pugna amb altres projectes digitals. L'abril de 2018, el compte ja havia acumulat més d'un milió de seguidors i, a l'octubre de 2020, estava per damunt de 2,8 milions.

## Orígens
El personatge de la Miquela és una model adolescent d'Instagram procedent de Downey, Califòrnia. La seva primera publicació a Instagram fou el 23 d'abril de 2016. A partir del seu inici es va rumorejar sobre la possibilitat que la model britànica Emily Bador fos la Miquela; fins i tot Bador va reconèixer obertament la semblança física entre ella i el personatge. Tanmateix, l'abril de 2018, Brud, una empresa novella amb seu a Los Angeles, liderada per McFedries, va anunciar que era el creador tant del personatge com del compte d'Instagram.

## Funcionament
Lil Miquela és una influència virtual, això vol dir que és una persona virtual generada a partir d'ordinadors gràfics. Tot i que la seva aparença pugui ser desconcertant, ja que a vegades, a través d'una imatge, pot ser difícil diferenciar aquest tipus de creació de les persones reals, la realitat és que allò que es veu a través d'una pantalla només existeix en el món virtual. Lil Miquela no és una intel·ligència artificial, sinó que és un personatge creat a partir d'imatges generades per ordinador.
En aquest cas, qui ajuda a fer cobrar vida a la Lil Miquela és la companyia Brud que, amb les seves paraules diuen que: "Som un petit equip d'artistes, enginyers, robòtics i activistes que operen amb la creença que la tecnologia pot ajudar a crear un món més empàtic i un futur més tolerant". Aquesta empresa Americana, formada per un grup de persones especialitzades en robòtica i intel·ligència artificial, es dedica a crear personatges per a les xarxes socials que, com la Miquela, es poden acabar convertint en influències virtuals.
Pel que fa a la seva aparença física, es parteix del cos d'una model real a la qual se la fotografia o grava. Posteriorment, amb l'ajuda de programes 3D i d'animació, se li modela el rostre per donar-li l'aspecte desitjat i s'anima informàticament per fer-la cobrar vida. Tot i que una part del personatge sigui real, en si es tracta d'una creació generada per un ordinador que és presentat al públic com un robot i que ha sigut dissenyat per simular qualitats humanes.
Darrere d'aquest personatge hi ha un grup de persones (enginyers, dissenyadors gràfics, estilistes, programadors, etc.) que decideixen cada pas que fa la Miquela. La seva existència es basa en la seva presència en el món virtual, especialment a les xarxes socials, on a poc a poc Brud li ha anat creant una personalitat que l'apropa més a les persones.

## Presència a la xarxa
El personatge ha estat presentat amb diverses celebritats com Diplo, Molly Soda, Millie Bobby Brown, Nile Rogers, Shane Dawson, Samantha Urbani, Pabllo Vittar i la cantant catalana Rosalia. Se l'ha "entrevistat" en diverses publicacions, incloses Refinery29, Vogue, Buzzfeed, v-files, Nylon, The Guardian, Business of Fashion i The Cut. L'abril del 2018 va aparèixer a la portada de Highsnobiety i, al febrer de 2018, el personatge va fer una col·laboració amb Prada, en el marc de la Setmana de la Moda de Milà. El 16 de maig del mateix any, va fer un anunci de Calvin Klein amb la Bella Hadid, en què totes dues se les mostrà com a animacions d'ordinador.
L'abril del 2018, un segon personatge virtual conegut com a Bermuda va "piratejar" el compte de la Miquela, suprimint totes les fotos publicades i substituint-les per imatges del seu personatge. Finalment va ser revelat que tant la Lil Miquela com la Bermuda eren personatges creats per Trevor McFedries i Sara Decou de Brud. Les dues influencers virtuals van començar a publicar imatges juntes i, finalment, el compte va ser gestionat de nou per l'equip de la Miquela.
Aquest estadi va situar el personatge de la Miquela com una activista de la justícia social, la qual cosa es considera problemàtica, ja que el personatge també és utilitzat com a eina de màrqueting.

## Carrera Musical
Trevor McFedries, el cofundador de Brud, és alhora un productor de música i DJ, conegut com a Yung Skeeter. Així doncs, ha fet servir també el personatge de la Miquela com a producte musical virtual, arribant-la a comparar amb Gorillaz i Hatsune Miku. L'agost del 2017, la Miquela va llançar el seu primer single, "Not Mine".
Des del seu debut a la indústria de la música, la Miquela ha llançat diversos singles, arribant-ne a produir més d'una desena. En destaquen "Sims", "Money", "Speak Up" i "Automatic" entre d'altres, arribant quasi a les cinquanta mil reproduccions. En aquestes cançons, ha col·laborat amb multitud de músics, cantants i productors com: Lauv, Zaza, Confesser, Rvssian, Teyana Taylor, Tasha Black, R3HAB, Alex Lusting, Palmistry, Basenji, Ynfynyt Scroll, Dinamarca, Amnesia Scanner, Baauer i Anamanaguchi.

## Impacte social
El juny de 2018, va ser nomenada una de les “25 Persones Més Influents de l'Internet” (25 Most Influential People on the Internet) de la revista Time, juntament amb companys del sector de la moda com el compte d'Instagram DietPrada (duo format per Lindsey Schuyler i Tony Liu) i músics aclamats com Rihanna i el grup de pop coreà BTS.

## Dilema social
El futur del màrqueting social ha estat qüestionat arran del sorgiment d'avatars digitals com Lil Miquela. Altres exemples emblemàtics inclouen la supermodel digital de color Shudu Gram, creada pel fotògraf Cameron-James Wilson, i Noonoouri, la llista de col·laboracions de la qual ja inclou a Kim Kardashian i Dior.
A més a més, el dilema social pel que fa a la falta d'oportunitats que tenen models de color reals i el fet de si les models CGI estan prenent els seus treballs, s'ha convertit en un debat recent.
L'aparença física de Lil Miquela també s'ha convertit dubtosa, ja que promou un estàndard de bellesa que no és realista per a tothom. Consegüentment, suposa un dilema tant social com ètic, ja que no es tracta d'una persona real, sinó que és un robot.